# Prime Circle
Prime Circle — (рус. Пра́йм Сёркл) — южноафриканская рок-группа, базирующаяся в настоящее время в городе Йоханнесбург. Музыкальный коллектив образовался в 2001 году в городе Витбанк, провинция Мпумаланга, ЮАР и является одной из самых успешных групп Южной Африки.
Prime Circle выпустили шесть студийных альбомов — Hello Crazy World (2003), Live This Life (2005), All or Nothing (2008), Jeckyll & Hyde(2010), Evidence (2012) и Let the Night In (2014) , которые получили золотой или платиновый статус. Музыкальный коллектив уверенно продвигается на европейском рынке, выступает с концертами и является хедлайнером главных рок-фестивалей в Германии.
Prime Circle получили несколько наград премии South African Music Awards (SAMA) в номинации «Лучший рок-альбом на английском языке» за альбом Jeckyll & Hyde в 2011 году, а также в номинации «Лучшее видео года» за клип Let the Night In в 2015 году.

## Образование группы,«Hello Crazy World»(2000—2004)
Росс Лирмонт, солист группы, отзывается о начале образования группы следующим образом: «Крайне сложно найти людей, которые серьёзно относятся к музыке, поэтому при первой же возможности я объединился с целеустремлёнными ребятами-музыкантами».
Первый альбом группы, «Hello Crazy World», был издан в июле 2002 года, быстро достиг платинового статуса и по сей день остаётся самым продаваемым рок-альбомом в ЮАР. Первый сингл Hello продержался в топе национальных чартов 28 недель.
Такой же успех повторился с синглами «Let Me Go», «As Long As I Am Here», «My Inspiration» и «Same Goes For You», которые были на вершинах чартов в 2003 и 2004.

## Live This Life(2005)
Второй альбом Prime Circle «Live this Life» (релиз состоялся в октябре 2005 года) стал золотым в начале 2006 года, это ещё больше укрепило позиции группы как самых продаваемых рокеров из ЮАР в 2003, 2004, 2005 и 2006 годах. В 2007 году группа вышла на международный уровень и выступила на Dubai Desert Rock Festival на одной сцене с Prodigy, Iron Maiden и Robert Plant.

## Living In A Crazy World(DVD) (2006)
В июле 2006 года был выпущен DVD «Living in a Crazy World», включающий в себя исполненные вживую хиты с двух первых альбомов на The Function Room в Йоханнесбурге.

## Best of(box set) (2007)
В 2007 году David Gresham Records выпустили CD / DVD бокс-сет «The Best of Prime Circle», столь же успешный, как и предыдущие работы. На диске были представлены 17 треков, включая несколько акустических и концертных версий, ремиксов уже выпускавшихся песен, а также новый трек Moments, попавший на первые места в чартах многих радиостанций.

## All or Nothing(CD & DVD) (2008)
К группе присоединился клавишник Нейл Брейтенбах в июле 2007 года и уже в конце года участвовал в подготовке «All Or Nothing». Нейл внёс больше клавишного звучания трекам, особенно на живых выступлениях.
«All Or Nothing» был выпущен под новым лейблом EMI Music South Africa в июне 2008 года, а к 2009 году был выпущен DVD с записями живых концертов нового альбома. Выпуск DVD совпал с международным релизом «All Or Nothing»на CD.
Альбом стал платиновым в 2009 году, а треки «Out Of This Place» и «All I Need», «Consider Me» попали в чарты. В том же году альбом был номинирован на SAMA, а сингл «Consider Me» был номинирован на премии в 2010 году.
Prime Circle отправились в тур, посетили с концертами Дубай, Бахрейн и Лондон, также гастролировали по Hard Rock Cafe в Индии. Дебютные выступления группы на европейских площадках состоялись в Берлине и Кёльне.

## Jekyll & Hyde (2010)
В начале 2010 года группа начала работу над четвёртым студийным альбомом — «Jekyll & Hyde». Кевин Ширли, который работал вместе с Aerosmith, Iron Maiden, Silverchair и Journey, микшировал альбом в Лос-Анджелесе. Финальные штрихи в альбом внёс инженер звукозаписи Джордж Марино, прославившийся по работам с Guns n’ Roses и Ozzy Osbourne.. Релиз альбома состоялся в ЮАР в сентябре 2010 года.
Рок-баллада «Breathing», выпущенная в августе 2010 года, заняла первые строчки хит-парадов местных радиостанций, а затем повторила успех на региональных радиостанциях. Трек продержался на вершине чартов около года.

## Evidence(2012)
Prime Circle приступили к записи пятого студийного альбома «Evidence» в июле 2012 года. Альбом был выпущен в ноябре 2012 года. Первый сингл «Time Kills Us All» прозвучал на радио 28 сентября 2012 года и оставался в чартах 18 недель.
Группа отправилась в тур «Evidence», а 7 февраля объявила о датах концертов в Германии. В июне 2013 года стало известно, что Prime Circle будут на разогреве у 3 Doors Down в Германии, Бельгии, Нидерландах и Швейцарии.

## Let The Night In(2014)
13 июня 2014 года группа выпустила шестой студийный альбом «Let The Night» под собственным лейблом. Первый сингл «Gone» с альбома был выпущен 21 мая 2014 года. Группа отправилась с туром в Европу, дала концерты в Германии, Австрии, Бельгии, Великобритании, впервые выступила в Италии, Франции и Испании. В 2016 году выпустила делюкс издание альбома с четырьмя новыми треками: ‘Better this time", «Stay at home’», ‘"I’ll wait for you’" и радио-хит «Ghosts». Альбом достиг золотого статуса.

## If You Don’t You Never Will(2017)
Седьмой студийный альбом вышел 22 сентября 2017 года.
Треклист:
1. Class Clowns
2. Love to Hate
3. Innocence
4. The Gift
5. The Message
6. Weapons of War
7. Pretty like the Sun
8. Tonight
9. We are here / Phobia
10. More or Less

## Награды
2011 — South African Music Awards (SAMA) «Лучший рок-альбом на английском языке»: Jeckyll & Hyde.
2015 — South African Music Awards (SAMA) «Лучшее видео года»: Let the Night In.

## Состав группы
- Росс Лирмонт — вокал, ритм-гитара, акустическая гитара, автор песен
- Марко Гомеш — бас-гитара, автор песен
- Дейл Шнеттлер — ударные, бэк-вокал
- Дёрк Бишофф — гитара
- Нейл Брейтенбах — клавишные

### Бывшие участники
- Герхард Вентер